# Dendrobathypathes boutillieri
Dendrobathypathes boutillieri is een Antipathariasoort uit de familie van de Schizopathidae. De wetenschappelijke naam van de soort is voor het eerst geldig gepubliceerd in 2005 door Opresko.